# Ец
Ец (нім. Oetz) — громада округу Імст у землі Тіроль, Австрія.
Ец лежить на висоті 812 м над рівнем моря і займає площу 29,2 км². Громада налічує 2315 мешканців. Густота населення 79 осіб/км².
|                             |
| Ец на мапі округу та землі. |

Адреса управління громади: Hauptstraße 62, 6433 Oetz.

## Демографія
Історична динаміка населення міста за даними сайту Statistik Austria

## Виноски
1. ↑  Dauersiedlungsraum der Gemeinden Politischen Bezirke und Bundesländer - Gebietsstand 1.1.2018 — Статистичне управління Австрії.
2. ↑  https://www.statistik.at/wcm/idc/idcplg?IdcService=GET_NATIV
3. ↑  www.oetz.tirol.gv.at. Архів оригіналу за 1 березня 2022. Процитовано 18 березня 2022.
4. ↑  Gemeindedaten von Oetz. Архів оригіналу за 22 березня 2019. Процитовано 21 липня 2013.

| Австрія | Це незавершена стаття з географії Австрії. Ви можете допомогти проєкту, виправивши або дописавши її. |